# AIM-4 (ミサイル)
AIM-4 ファルコン（英: Falcon）は、ヒューズによって開発され、アメリカ空軍で初めて実用化された空対空誘導ミサイルである。

## 開発
空対空誘導ミサイルの開発は、1946年から始まった。MX-798計画に基づいて亜音速ミサイルを開発するための契約がヒューズ・エアクラフトに与えられたが、1947年にそれはすぐにMX-904計画として超音速ミサイルの開発計画に変更された。その兵器の当初の目的は爆撃機をプラットフォームとし、これを自衛することであったが、1950年以後、爆撃機の代わりに戦闘機をプラットフォームとして比較的遅い速度で飛行する爆撃機に対する迎撃任務にあたるための武装に変更された。
最初の試射は1949年に行われた。その時には、そのミサイルはAAM-A-2と命名され、ファルコンという通称を与えられた。1951年からアメリカ空軍ではミサイルに戦闘機と爆撃機などと同じように航空機と同様の呼称を与えており、空対空ミサイルは“戦闘用”として分類され、ファルコンは戦闘機の呼称のようなF-98という名称に改名された。1955年に方針が再び変わってミサイルに航空機の呼称を与えることをやめ、ファルコンはGAR-1に再び改名された。
| 旧名称          | 新名称       |
| --------------- | ------------ |
| GAR-1           | AIM-4        |
| GAR-1D          | AIM-4A       |
| GAR-2（GAR-1B） | AIM-4B       |
| GAR-2A          | AIM-4C       |
| GAR-2B          | AIM-4D       |
| GAR-3（GAR-1A） | AIM-4E       |
| GAR-3A          | AIM-4F       |
| GAR-4（GAR-1C） | （改名なし） |
| GAR-4A          | AIM-4G       |

ファルコンが運用された当時、命中する可能性を増すために熱源追跡ミサイル及びレーダー誘導ミサイルの両方のタイプのミサイルを一斉に発射することが一般的だった（熱源追跡ミサイルを最初に発射し、続けてレーダー誘導ミサイルを発射する）このため、ファルコンも赤外線誘導型（GAR-2/2A/2B = AIM-4B/C/D）及びセミアクティブ・レーダー誘導型（GAR-1/1D = AIM-4/4D）の両方のタイプが開発された。
1958年にヒューズは、ファルコンをわずかに大きくしたスーパー・ファルコン（GAR-3/3A = AIM-4E/F及びGAR-4/4A = AIM-4G）を発表した。これは、初期型のファルコンよりわずかに大きな機体と改良されたモーターを持っており、運用中の大部分の初期型ファルコンがスーパー・ファルコンに置き換えられた。また、最初に装備されたのは、F-84 サンダージェット戦闘機である。
1962年9月にファルコンは、それまでの“GAR”シリーズから“AIM-4”に改名された。改名の対応は右の表のとおり。
長射程型がGAR-9（AIM-47 ファルコン）としてXF-108 レイピアとロッキードYF-12のために開発される一方、より大きく、0.25キロトンの核弾頭を搭載しているファルコンの核バージョンがGAR-11（AIM-26 ファルコン）として開発された。

## 運用
最初のGAR-1及びGAR-2モデルは、1956年に運用が開始され、F-89 スコーピオン、F-101B ヴードゥー及びF-102 デルタダガー戦闘機に装備された。アメリカ以外のユーザーは最初はカナダだけであり、CF-101 ヴードゥー及びCF-105 アロー戦闘機がファルコンを装備した。

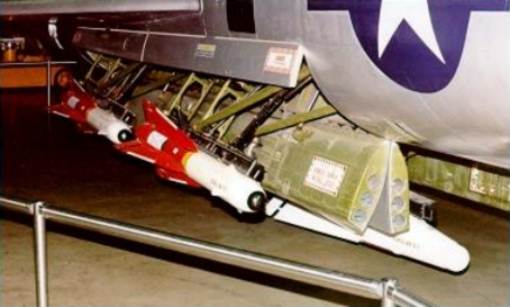
F-102 デルタダガーの機内弾薬倉に搭載されたAIM-4D

ファルコンを装備する戦闘機はこのミサイルを運用するために、しばしば機内弾薬倉（ウェポンベイ）を伴って設計された。F-102 デルタダガーとF-106 デルタダートは機内から気流の中へとミサイルを運び出し、発射するためのブランコ型の機構（右図参照）の弾薬倉を胴体に持っていた。一方、F-89 スコーピオンは翼端ポッドにファルコンを搭載した。F-101B ヴードゥーは弾薬倉の外部にミサイルを2発搭載し、もう2発を内部に搭載しており、内部のミサイルを露出させるために弾薬倉の扉が回転する変わった弾薬倉装置を持っていた。F-111 アードバークは、同様にミサイルを収めることができる機内弾薬倉を持っていたが、運用が開始されるまでに、アメリカ空軍は制空戦闘機としてF-111を使うというアイデアをあきらめていただけでなく、戦闘機に対してファルコンを使用するのをやめていたため、ファルコンがF-111に搭載されることはなかった。なお、F-22 ラプター及びF-35 ライトニングIIは両方ともミサイルを格納するための機内弾薬倉を使用している。当然これは抗力を減らすためではなくステルス性を確保するためである。
全ての初期のファルコンは3.4kg（7.6lb）の弾頭を持っていたが、その弾頭の小ささのためにファルコンが損害を与えることができる範囲は限られていた。また、ファルコンは当初大きくて鈍重な爆撃機を攻撃することを目的としていたため近接信管が搭載されなかったことが戦術的にも制限を課した。ファルコンの信管は翼の前縁にあり、弾頭を爆発させるためには直撃しなければならなかった。
AIM-4F/AIM-4Gスーパー・ファルコンは、1988年の“シックス（F-106の愛称）”の最後の退役まで、主にF-102デルタダガーとF-106デルタダート戦闘機とともに、アメリカ空軍（USAF）とアメリカ空軍州兵（ANG）で運用されていた。

## 戦績

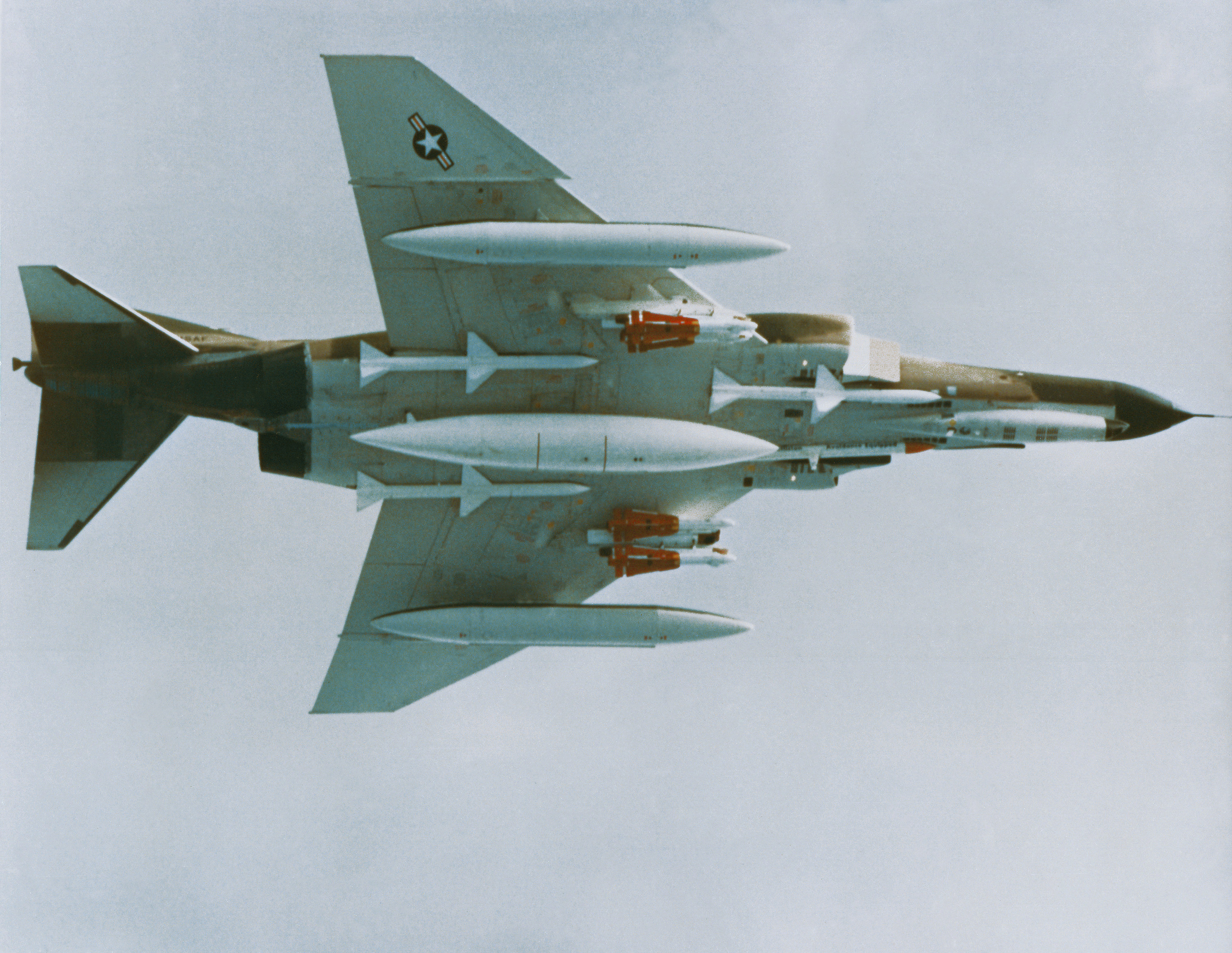
4発のAIM-4Fと4発のAIM-7を搭載しているF-4E

アメリカ空軍はベトナム戦争の間、F-4DファントムIIに搭載してAIM-4Dを展開し、F-4Dは内側の翼下パイロンにファルコンを搭載した。しかし、ファルコンの戦績は極めて悪かった。ファルコンは爆撃機に対して使われるように設計されていたためシーカーの冷却時間が長く、目標のロックオンを得るまでに6-7秒も要した。このため、発射準備ができるまでに目標とする戦闘機が急旋回や急加速などの機動をとってしまうと大部分はロックオン圏内や射程から外れ、発射できなくなってしまった。航空機に搭載できる冷却剤の量も限られており、液体窒素を節約するためにあらかじめシーカーを冷やしておくこともできず、いったんシーカーが冷却されてしまってから発射を中止するとたちまち冷却剤が不足し、ミサイルを使えなくなってしまった。また、ファルコンは小さな弾頭しか備えておらず、近接信管も装備していなかった。その結果、撃墜数はわずかに5を記録するにとどまった。ファルコンは実験的に、赤外線シーカーを使用して夜間に地上目標に向かってF-102デルタダガーによって発射されたりもしたが、総じて搭乗員の評判が悪く、1969年に回収され、海軍で設計されたAIM-9サイドワインダーと交代することになった。その後、1973年にはAIM-4Dは作戦行動には使用されなくなっていた。

## 各型
- AIM-4 (GAR-1) - 初期生産型。セミアクティブ・レーダー誘導。
- AIM-4A (GAR-1D) - AIM-4の機動性改善型。
- AIM-4B (GAR-2) - AIM-4の赤外線誘導型。
- AIM-4C (GAR-2A) - AIM-4Bのシーカー感度改善型。
- AIM-4D (GAR-2B) - 初期型ファルコンの最終型。AIM-4Gのシーカーを搭載。
- AIM-4E (GAR-3) - スーパー・ファルコンのセミアクティブ・レーダー誘導型。
- AIM-4F (GAR-3A) - AIM-4Eの改良型。
- AIM-4G (GAR-4) - スーパー・ファルコンの赤外線誘導型。
- XAIM-4H - AIM-4Dの改良型。開発中止。
- HM-58 - AIM-4Cのスイス輸出型。
- Rb 28 - AIM-4Cのスウェーデン輸出型。

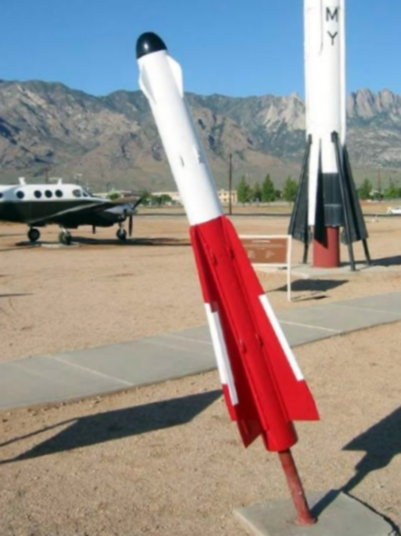
ホワイトサンズ・ミサイル実験場博物館のAIM-4

### AIM-4A (GAR-1D)
初期型ファルコンのセミアクティブ・レーダー誘導型。AIM-4Aの前身となったGAR-1は、およそ5マイル（8km）の射程を持つセミアクティブ・レーダー誘導（SARH）ミサイルであり、チオコールM58固形燃料ロケット・エンジンで推進した。約4,000発のGAR-1が生産された。GAR-1を元に、より大きな制御翼面を持つGAR-1Dが開発され、これが後のAIM-4Aになった。GAR-1D（AIM-4A）はSARHファルコンの主な生産バージョンとして約12,000発が生産された。

### AIM-4C/D (GAR-2A/B)
初期型ファルコンの赤外線誘導型。AIM-4C/Dの前身となったGAR-1Bは、GAR-1と同じ弾体を使っていたが、赤外線誘導方式に変更された。後にGAR-1BはGAR-2に改名された。
GAR-2（AIM-4B）は、後方からの攻撃に限られている熱源追跡ミサイルであったが、ファイア・アンド・フォーゲット能力、いわゆる“撃ちっぱなし”能力があり、一撃離脱ができるという長所があった。GAR-2は、GAR-1よりおよそ40mm（1.5in）長く、7kg（16lb）重かったが、射程は同程度だった。後に、より高感度の赤外線シーカーを持ったGAR-2A（AIM-4C）に生産が切り替えられ、GAR-2/2A（AIM-4B/C）の合計で約26,000発の赤外線誘導型のファルコンが生産された。
初期型ファルコンの最終型は、AIM-4Dと呼ばれることになるGAR-2Bであり、1963年に運用が開始された。これは戦闘機の兵装を意図されており、以前のGAR-1/GAR-2で用いられた物より軽く、小型の弾体にGAR-4A（AIM-4G）の改良された赤外線シーカーが組み込まれた。その後もAIM-4Dの制限を解決するための努力が続けられ、1970年のXAIM-4Hの成果につながった。XAIM-4Hはレーザー近接信管、新しい弾頭及びより良い機動性を持っていたが、運用に投入されることなく翌年キャンセルされた。
AIM-4Cは、スイス空軍のためにもHM-58として生産され、フランス及びスイスのミラージュIIISで使用される一方、スウェーデン空軍のサーブ 35 ドラケンでもRb 28として使用された。日本の航空自衛隊もAIM-4Dを導入しようとしたが、アメリカが輸出を許可しなかった。このため、日本独自のAAM-2を開発したが、完成目前でアメリカが輸出を許可したため、結局AIM-4Dを導入することになった。

### AIM-4E/F (GAR-3/3A)

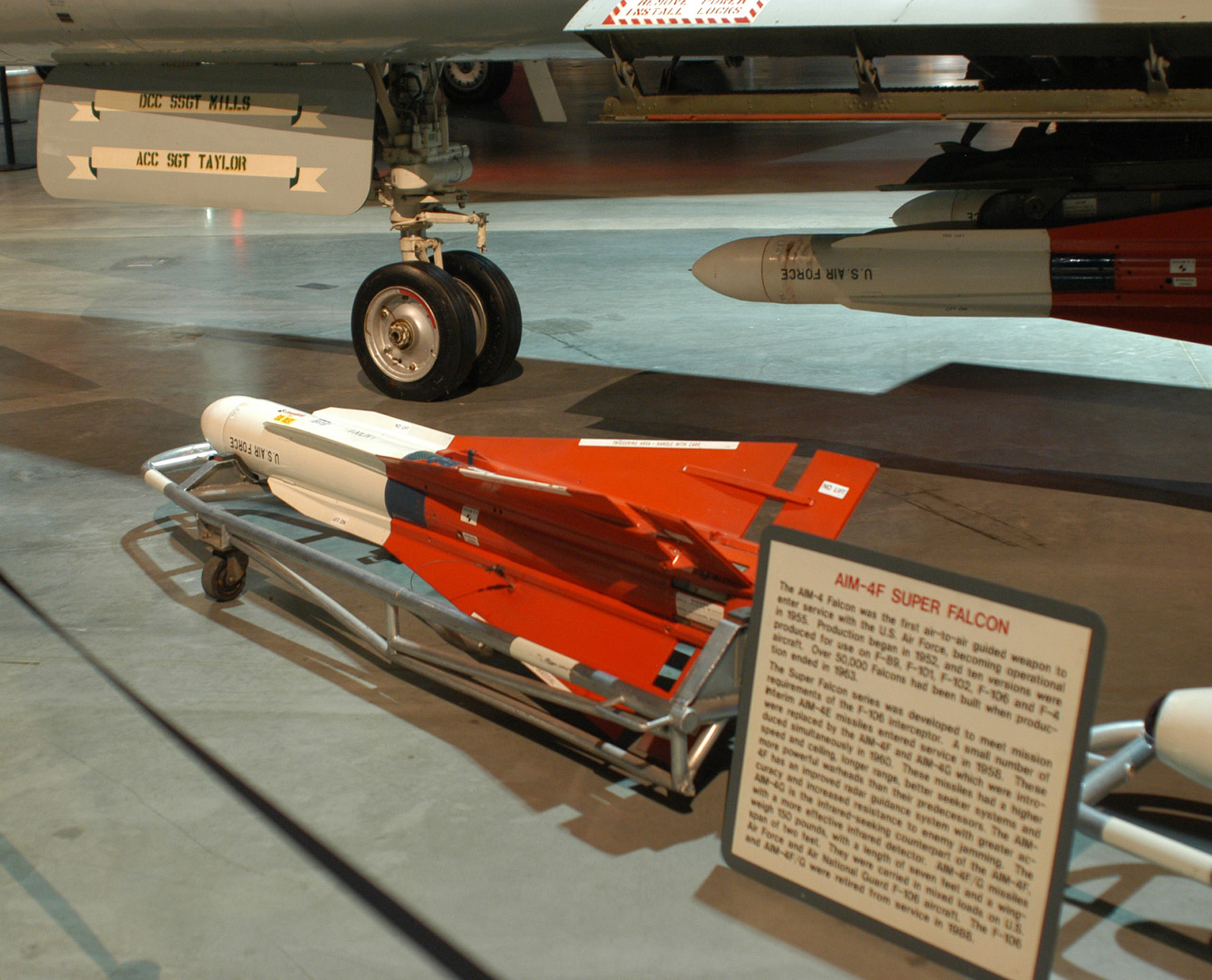
国立アメリカ空軍博物館に展示されているAIM-4F

スーパー・ファルコンのセミアクティブ・レーダー誘導型。AIM-4E/Fの前身となったGAR-1Aは、後にGAR-3として開発され、GAR-1/2よりわずかに弾体が大きく（およそ160mm（6.3in）長く、7kg（15lb）重い）、より強力で、より長く燃焼するロケット・エンジンを持っていた。これにより、速度と射程を増した。また、より大きな弾頭（13kg/28.7lb）とより高性能の誘導装置を持っていた。
GAR-3（AIM-4E）が300発だけ生産された後、1959年にGAR-3A（AIM-4F）に改良された。GAR-3Aは新型のデュアル・スラストM46ロケット・エンジン（加速及び維持の2段階推進）と、精度とECM抵抗性を改善したSARH誘導装置を持っていた。約3,400発のGAR-3A（AIM-4F）が生産された。

### AIM-4G (GAR-4A)

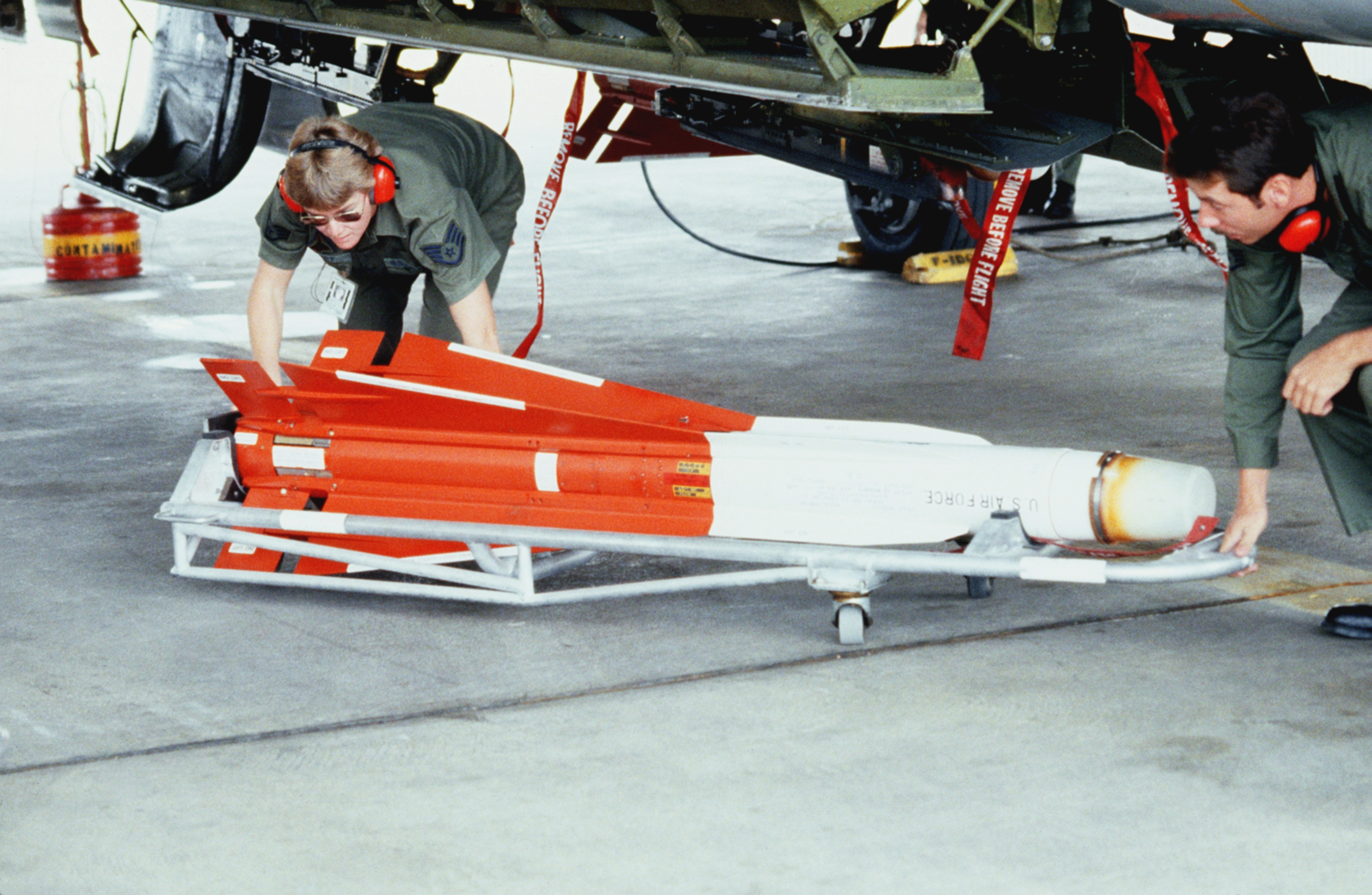
F-106から取り外されたAIM-4G

スーパー・ファルコンの赤外線誘導型。AIM-4Gの前身となったGAR-1Cは、GAR-1A（後のGAR-3、AIM-4E）の弾体とGAR-1B（後のGAR-2、AIM-4C）の赤外線誘導を用いて計画された。そのコンセプトは、後のGAR-4及びGAR-4A（AIM-4G）に引き継がれた。 約2,700発の赤外線誘導型のスーパー・ファルコンが生産された。

## 仕様

### AIM-4A (GAR-1D)
出典：Designation-Systems.Net
- 全長： 1.98m（78in）
- 翼幅： 0.508m（20in）
- 本体直径： 0.163m（6.4in）
- 発射重量： 54kg（119lb）
- 機関： チオコール M58固体燃料ロケット・モーター
- 射程： 9.7km（6miles）
- 速度： M3
- 誘導方式： セミアクティブ・レーダー誘導
- 弾頭： 高性能炸薬 3.4kg（7.6lb）

### AIM-4C/D (GAR-2A/B)
出典：Designation-Systems.Net
- 全長： 2.02m（79.5in）
- 翼幅： 0.508m（20in）
- 本体直径： 0.163m（6.4in）
- 発射重量： 61kg（135lb）
- 機関： チオコール M58固体燃料ロケット・モーター
- 射程： 9.7km（6miles）
- 速度： M3
- 誘導方式： 赤外線誘導
- 弾頭： 高性能炸薬 3.4kg（7.6lb）

### AIM-4E/F (GAR-3/3A)
出典：Designation-Systems.Net
- 全長： 2.18m（85.8in）
- 翼幅： 0.61m（24in）
- 本体直径： 0.168m（6.6in）
- 発射重量： 68kg（150lb）
- 機関： チオコール M46デュアル・スラスト固体燃料ロケット・モーター
- 射程： 11.3km（7miles）
- 速度： M4
- 誘導方式： セミアクティブ・レーダー誘導
- 弾頭： 高性能炸薬 13kg（29lb）

### AIM-4G (GAR-4A)
出典：Designation-Systems.Net
- 全長： 2.06m（81.1in）
- 翼幅： 0.61m（24in）
- 本体直径： 0.168m（6.6in）
- 発射重量： 66kg（145lb）
- 機関： チオコール M46デュアル・スラスト固体燃料ロケット・モーター
- 射程： 11.3km（7miles）
- 速度： M4
- 誘導方式： 赤外線誘導
- 弾頭： 高性能炸薬 13kg（29lb）